# Jan Truhlář (fotbalista)
Jan Truhlář (20. května 1913, Radotín – 6. října 1982) byl český fotbalista, záložník, reprezentant Československa.

## Fotbalová kariéra
Za československou reprezentaci odehrál v roce 1936 dvě utkání. V československé lize hrál za AFK Kolín a SK Slavia Praha. Se Slavií získal 2 mistrovské tituly. Nastoupil v 69 ligových utkáních a dal 12 gólů. Ve Středoevropském poháru nastoupil v 8 utkáních.

## Ligová bilance
| Ročník                        | Zápasy | Góly | Klub            |
| ----------------------------- | ------ | ---- | --------------- |
| Státní liga 1934/35           | -      | 4    | AFK Kolín       |
| Státní liga 1935/36           | 26     | 6    | AFK Kolín       |
| Státní liga 1935/36           | -      | 0    | SK Slavia Praha |
| Státní liga 1936/37           | -      | 1    | SK Slavia Praha |
| Státní liga 1938/39           | 5      | 0    | SK Slavia Praha |
| Národní liga 1939/40          | -      | 1    | SK Slavia Praha |
| CELKEM 1. československá liga | 69     | 12   |                 |